# Жмучка
Жму́чка — река в Ногинском районе Московской области России, левый приток Вори Клязьминской. Впадает в Ворю в трёх километрах выше устья последней.
Река упоминается в писцовых книгах 1631—1633 гг. под названием «Жмунка», затем — «Жмучка». Высказана гипотеза о происхождении названия от диалектного жмучь — «пасмурная, туманная погода».
Длина — 11 км. Равнинного типа. Питание преимущественно снеговое. Замерзает обычно в середине ноября, вскрывается в середине апреля. В деревне Пашуково построена плотина, образовавшая пруд на уровне 138,5 м и выравнивающая сток.
Заселённое нижнее течение реки и расположенный там же большой пруд делают низовья реки малопривлекательными для туристов. Гораздо более привлекательны верховья Жмучки, где растут великолепные сосновые леса. По соседству находятся красивые лесные озёра: Шишовское, Рабиновское и Большое Лопатинское. На реке расположено село Воскресенское, а также деревни Пашуково и Мишуково.